# Чарторыйский, Адам Людвик
Князь Адам Людвик Чарторыйский (пол. Adam Ludwik Czartoryski; 5 ноября 1872, Париж — 26 июня 1937, Варшава) — польский аристократ, коллекционер, покровитель искусств, 1-й ординат на Синяве (1897—1937) и 2-й ординат на Голухуве (1911—1937).

## Биография

Герб князей Чарторыйских

Представитель польско-литовского княжеского рода Чарторыйских. Старший сын князя Владислава Чарторыйского (1828—1894) и принцессы Маргариты Аделаиды Орлеанский (1846—1893).
Получил тщательное и всестороннее воспитание. Учился в гимназии в Кальскбурге, затем в Ягеллонском университете в университете Фрибурга. Имел многочисленные навыки и способности. Он был гуманистом, знатоком и любителем искусства, знал много языков. Князь был человеком глубоко верующим и практикующим, пропагандировал и применял правила христианской жизни в своей личной жизни, социальной и иммиграционной деятельности.
В 1894 году после смерти своего отца Адам Людвик Чарторыйский стал главой рода. Через три года он стал ординатом Синявским. Стоимость его активов оценивалась в 4,5 миллиона австрийских крон, не включая богатые семейные коллекции искусства.
В 1899 году его тетя Изабелла Дзялынская оставила в наследство ему и его брату Витольду имущество в Голухуве. Адам Людвик Чарторыйский был президентом Польской Библиотеки в Париже и председателем Литературно-Художественного Общества эмигрантской среды во Франции. Материально помогал многим людям и учреждениям.
После смерти бездетного младшего брата Витольда в 1911 году Адам Чарторыйский унаследовал все его имущество. В 1914 году он поступил на службу в австрийскую армию, а его жена взяла на себя руководство Музеем Чарторыйских в Кракове. Во время Первой Мировой войны ей удалось перевезти самые ценные экспонаты в Дрезден. После войны возникли определённые трудности в восстановлении коллекции Чарторыйских, вызванные нестабильной ситуацией в Польше. После двух лет переговоров и подписания в 1921 году Рижского договора, который гарантировал возврат коллекции, часть экспонатов вернулась в Краков. Восстановление коллекции продолжалось в течение нескольких последующих лет.
26 июня 1937 года 64-летний князь Адам Людвик Чарторыйский скончался в Варшаве и был похоронен в семейной усыпальнице в Синяве.

## Брак и дети
31 августа 1901 года в Варшаве князь Адам Людвик Чарторыйский женился на графине Марии Людвике Красинской (24 марта 1883 — 23 января 1958), дочери Луи-Юзефа Красинского (1833—1895) и Элизы Магдалены Завиши-Кезгайло (1861—1945). У них было восемь детей:
- Малгожата Изабелла Чарторыйская[англ.] (17 августа 1902 — 8 марта 1929), жена с 1927 года князя Габриэля Бурбон-Сицилийского (1897—1975), в браке родился один сын 
  - Антуан Мария Джузеппе Альфонсо Адам Бурбонский, принц Бурбон-Сицилийский (20.01.1929, Канны — 11.11.2019, Цюрих), женат, 4 детей
- Изабелла Чарторыйская (род. и ум. в 1904)
- Елизавета Бьянка Чарторыйская (1 сентября 1905 — 18 сентября 1989), жена с 1926 года Стефана Адама Замойского (1904—1976), в браке родилось трое детей: 
  - Мария Хелена Замойская (род. 12 февраля 1940, Рим), замужем, детей нет
  - Здислав Клеменс Замойский (род. 25 сентября 1943, Вашингтон). С 1979 года женат на Вирджинии Эванс, от брака с которой у него два сына: Анджей (род. 1982) и Адам (род. 1984)
  - Адам Стефан Замойский (род. 11 января 1949, Нью-Йорк), женат и бездетен.
- Августин Юзеф Чарторыйский (20 октября 1907 — 1 июля 1946), 2-й ординат на Синяве, женат на Марии де лос Долорес Бурбон-Сицилийской, двое детей: 
  - Адам Чарторыйский (р. 2 января 1940 г.,),
  - Людовик Петр Чарторыйский (13.03.1945 - 3.05.1946)
- Анна-Мария Иоланда Чарторыйская (6 января 1914 — 26 ноября 1987), вышла замуж за князя Ладислава Радзивилла в 1936 году в Варшаве, развод в 1948 году, в браке родилось две дочери: 
  - Моника Радзивилл (р. 1937 г.), замужем, 1 дочь
  - Елизавета Радзивилл (р. 1939 г.), замужем, 5 детей
- Владислав Пётр Чарторыйский (30 августа 1918 — 19 апреля 1978)
- Тереза Мария Чарторыйская (1 июля 1923 — 5 ноября 1967), вышла замуж за Яна Грода-Ковальского в 1945 году в Бытоме
- Людвик Адам Чарторыйский (14 декабря 1927 — 24 сентября 1944), погиб в Варшавском восстании.